# Podsobny (Kaliningrad)
Podsobny (russisch Подсобный, deutsch Groß Reikeninken, 1938–1945 Reiken) ist ein Ort in der russischen Oblast Kaliningrad. Er gehört zur kommunalen Selbstverwaltungseinheit Stadtkreis Polessk im Rajon Polessk.

## Geographische Lage
Podsobny liegt zwei Kilometer nordwestlich der Rajonstadt Polessk (Labiau). Durch den Ort verläuft die Kommunalstraße 27K-148, die von Polessk bis an das Kurische Haff bei Saliwino (Labagienen/Haffwinkel) führt. Eine Bahnanbindung besteht über Polessk an der Bahnstrecke Kaliningrad–Sowetsk (Königsberg–Tilsit).

## Geschichte
Das kleine damals Rekenike genannte Dorf wurde im Jahre 1391 erstmals erwähnt. Am 9. April 1874 wurde der Ort Zentrum und namensgebend für einen neu errichteten Amtsbezirk Reikeninken, der – auch nach der Umbenennung in „Amtsbezirk Reiken“ am 5. August 1938 – bis 1945 zum Kreis Labiau im Regierungsbezirk Königsberg der preußischen Provinz Ostpreußen gehörte. Im Jahre 1910 lebten in Groß Reikeninken 91 Menschen.
Am 1. Januar 1929 erfolgte die Eingliederung der Landgemeinde Klein Reikeninken (1938–1945: Kleinreiken, ab 1950 zunächst Schewtschenkowo, dann Wschody (?), heute ein Teil von Saliwino) in die Landgemeinde Groß Reikeninken. Die Einwohnerzahl der erweiterten Gemeinde belief sich 1933 auf 146 und erreichte 1939 schon 173. Am 3. Juni – amtlich bestätigt am 16. Juli – 1938 erfuhr Groß Reikeninken die Umbenennung in „Reiken“.
In Kriegsfolge kam der Ort 1945 mit dem nördlichen Ostpreußen zur Sowjetunion. Das ursprüngliche Groß Reikeninken wurde 1950 in Wschody umbenannt und gleichzeitig dem Dorfsowjet Mordowski selski Sowet, dem späteren Tjuleninski selski Sowet, im Rajon Polessk zugeordnet. Vor 1975 wurde der russische Name in Podsobny geändert. Von 2008 bis 2016 gehörte Podsobny zur Landgemeinde Turgenewskoje selskoje posselenije und seither zum Stadtkreis Polessk.

### Amtsbezirk Reikeninken/Reiken (1874–1945)
In den Amtsbezirk Reikeninken wurden im Jahre 1874 sechs Landgemeinden (LG) und vier Gutsbezirke (GB) eingegliedert:
| Name                               | Änderungsname 1938–1946 | Russischer Name | Bemerkungen                                    |
| ---------------------------------- | ----------------------- | --------------- | ---------------------------------------------- |
| Alt Rinderort (LG)                 |                         | Saliwino        | 1928 in die LG Rinderort umgewandelt           |
| Groß Reikeninken (LG)              | Reiken                  | Podsobny        | 1929 in eine Landgemeinde umgewandelt          |
| Klein Reikeninken (LG)             | Kleinreiken             |                 | 1929 in die LG Groß Reikeninken eingegliedert  |
| Labagienen (LG)                    | Haffwinkel              | Saliwino        |                                                |
| Neu Rinderort (LG)                 |                         |                 | 1928 in die LG Rinderort eingegliedert         |
| Peldszen (LG) 1936–1938: Peldschen | Deimemünde              |                 |                                                |
| Radtkenhöfen (GB)                  |                         |                 | 1909 in die Stadtgemeinde Labiau eingegliedert |
| Rüdlauken (GB)                     | Rothöfen                | Druschnoje      | 1928 in eine Landgemeinde umgewandelt          |
| Steinfeld (GB)                     |                         | Trudowoi        | 1928 in die LG Rüdlauken eingegliedert         |
| Waldhausen(GB)                     |                         | Druschnoje      | 1928 in die LG Rüdlauken eingegliedert         |

Am 1. Januar 1945 gehörten aufgrund der strukturellen Veränderungen nur noch fünf Gemeinden zum Amtsbezirk Reiken: Deimemünde, Haffwinkel; Reiken, Rinderort und Rothöfen.

## Kirche
In Groß Reikeninken bzw. Reiken war die Bevölkerung bis 1945 fast ausnahmslos evangelischer Konfession. Das Dorf war in das Kirchspiel der Stadtkirche Labiau (heute russisch: Polessk) eingepfarrt, das in den Kirchenkreis Labiau in der Kirchenprovinz Ostpreußen der Kirche der Altpreußischen Union eingegliedert war. Heute liegt Podsobny im Einzugsbereich einer in Polessk neu entstandenen evangelisch-lutherischen Gemeinde, einer Filialgemeinde der Auferstehungskirche in Kaliningrad (Königsberg) in der Propstei Kaliningrad der Evangelisch-lutherischen Kirche Europäisches Russland.